# Premio Riverton
Premio Riverton, es un galardón literario noruego creado en 1972. Es considerado uno de los premios literarios noruegos más prestigiosos por la novela policíaca. Es entregado por el Riverton Club, la Asociación de Editores y la Asociación de Libreros.
El premio lleva el nombre del periodista y autor noruego Sven Elvestad (1884-1934), que publicó historias de detectives bajo el seudónimo de Stein Riverton.